# St. Joseph (Essen-Katernberg)

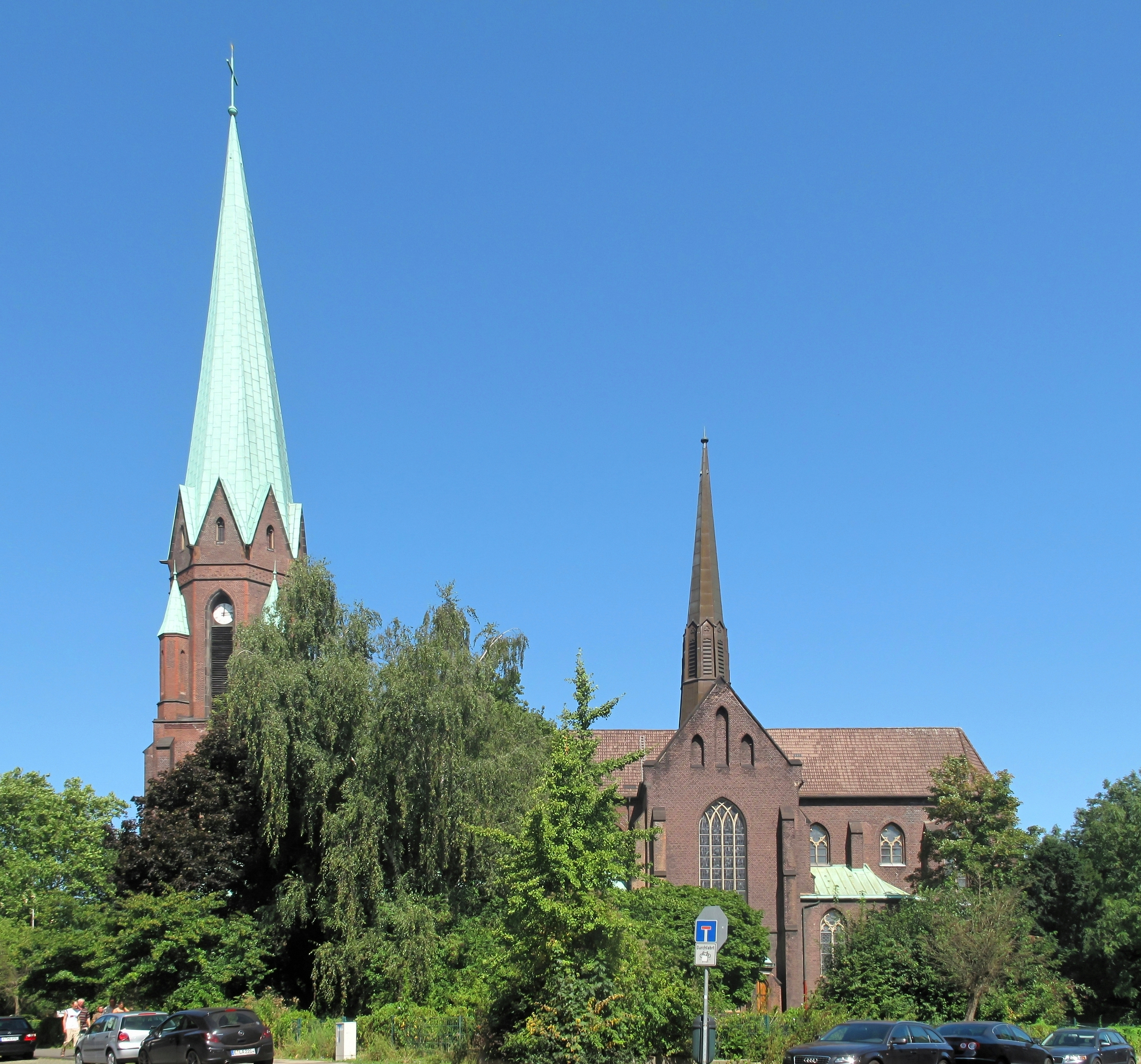
St. Joseph Essen-Katernberg

Die römisch-katholische St.-Josephs-Kirche im Essener Stadtteil Katernberg ist die Pfarrkirche der Pfarrei Hl. Cosmas und Damian. Sie wurde von 1888 bis 1889 nach Plänen von Heinrich Nagelschmidt als neugotische Backstein-Basilika erbaut. Gebäude und Ausstattung sind weitgehend original erhalten. Die Kirche wurde am 14. März 1991 unter Denkmalschutz gestellt.

## Geschichte
Die Grundsteinlegung der Kirche erfolgte am 29. Juli 1888. Am 22. Dezember 1889 wurde sie benediziert und der erste Gottesdienst in ihr gefeiert. Das westliche Joch und der Turm wurden von 1898 bis 1899 angefügt. Die Kirchweihe vollzog der Kölner Erzbischof Kardinal Anton Fischer – bis zur Gründung des Ruhrbistums 1958 gehörte Essen zum Erzbistum Köln – am 8. Oktober 1907.
Seit dem 1. Juni 2021 ist die Kirche St. Joseph Katernberg die Pfarrkirche der an diesem Tag gegründeten Großpfarrei Hl. Cosmas und Damian.